# Шестани
Шестани су у позном средњем вијеку били катун, а касније племе и крај у општини Бар, у Црној Гори. Обухватају планински ланац од Лонца до Куноре (Весир, Вардол, Вагања и Студеница), простор дуж обале Скадарског језера до Крњица (Петале, Ситоица, брда Обод, Палине главице, Орвана, Селијевица и Љубина) до Мурића. Главна братства у племену су: Лукићи, Дедићи, Ђуравци, Караникићи, Ђонковићи и Вучедабићи. По предању, највећи дио Шестана воде поријекло из Шкреља (по предању, од шест брата, по чему је племе и добило име). Мада, њихово поријекло се везује и за Зету, и сам град Скадар. Краљ Никола I је у Књазу Арваниту написао: „Те град Скадар напусти се; пут Улциња Латин мину, А Срби се измакоше под Румију, у Крајину.
Највећим дијелом су били православни, али су посредством барског бискупа и присуства Млетачке републике прешли на католицизам. Међу њима су вјековима били католички мисионари. Надбискуп барски Марин Бици (1610.г.) их не наводи као католике, а неколико шестанских села (1618.г.) наводи као православна села (Гурза, Ђуравци, Дедићи) док су та села каснији надбискупи наводили као католичка. Послије Берлинског конгреса, 1878. године, ушли су у састав Књажевине Црне Горе, у којој су имали и своју капетанију. Шестани су били учесници балканских ратова и Првог свјетског рата, борећи се за војску Црне Горе, а било их је као добровољаца и у војсци Србије.
Занимљиво је да су Шестани одржавали Савину Неђељу, придржавали су се постивши, и чувајући култ светог Саве који је мисионарио Скадарским језером и богоугодном народу Шестана када је велика болест и пошаст погодила тај крај. Славили су крсне славе по старом календару до 1865. године иако су тада били католици. Шестани су били на самој граници са Старом Црном Гором.